# 사릉 (조선)
남양주 사릉(南楊州 思陵)은 조선 제6대 단종의 부인 정순왕후(1440∼1521)의 무덤이다. 대한민국 경기도 남양주시 진건읍 사릉리 산 65-1에 위치하고 있다. 1970년 5월 26일 대한민국의 사적 제209호로 지정되었다.

## 개요
'사릉'은 조선 6대 단종의 부인 정순왕후(1440∼1521)의 무덤이다.
단종이 수양대군에게 왕위를 물려준 뒤 그에 의해 죽임을 당하자 왕후는 왕실을 떠나 작은 집을 지어 평생 흰옷만 입으며 고기와 생선은 먹지 않았다고 한다.
왕후가 후사(後嗣) 없이 승하(昇遐)함에 부왕(夫王) 단종(端宗)의 누이 경혜공주(敬惠公主)의 시가(媤家)인 해주정씨가(鄭氏家)의 묘역에 장례하였으며, 봉사(奉祀)도 정씨가에서 하여왔다. 숙종 24년(1698)에 단종이 왕으로 복위 되면서 정순왕후라 봉해졌고 왕후의 무덤을 사릉이라 했다.
무덤에는 병풍석과 난간석을 하지 않았고, 무덤 앞에 상석과 양석, 둘레돌이 있으며 그 밖으로 3면을 낮은 담으로 쌓았다. 단종의 무덤이 장릉으로 봉해졌을 때에도 병풍석과 난간석을 세우지 않고, 동물모양의 돌만 세웠는데 이는 왕릉으로 봉해진 것에 대한 예에 따른 것이다. 사각지붕 모양의 장명등은 장릉과 같은 것으로 숙종대의 양식이 잘 나타나 있다.

## 같이 보기
- 조선왕릉
- 장릉 (단종의 능묘)

## 참고 문헌
- 남양주 사릉 - 국가유산청 국가유산포털
- 이 문서에는 다음커뮤니케이션(현 카카오)에서 GFDL 또는 CC-SA 라이선스로 배포한 글로벌 세계대백과사전의 내용을 기초로 작성된 글이 포함되어 있습니다.